# Syllidia inermis
Syllidia inermis är en ringmaskart som först beskrevs av Ehlers 1912.  Syllidia inermis ingår i släktet Syllidia och familjen Hesionidae. Inga underarter finns listade i Catalogue of Life.